# Blakea holtonii
Blakea holtonii är en tvåhjärtbladig växtart som beskrevs av Bénédict Pierre Georges Hochreutiner. Blakea holtonii ingår i släktet Blakea och familjen Melastomataceae. Inga underarter finns listade i Catalogue of Life.